# Gregory's Girl
Gregory's Girl är en skotsk romantisk komedi från 1981 i regi av Bill Forsyth.
År 1999 placerade British Film Institute filmen på 30:e plats på sin lista över de 100 bästa brittiska filmerna genom tiderna och 2015 placerade Entertainment Weekly filmen på 29:e plats på sin lista över de 50 bästa highschoolfilmerna.

## Handling
Gregory blir förälskad i den attraktiva Dorothy.

## Om filmen
Gregory's Girl har visats i SVT, bland annat i februari 1987.

## Rollista i urval
- John Gordon Sinclair – Gregory
- Dee Hepburn – Dorothy
- Clare Grogan – Susan
- Jake D'Arcy – Phil Menzies
- Robert Buchanan – Andy
- Alex Norton – Alec
- Chic Murray – rektorn
- David Anderson – Gregorys far
- Douglas Sannachan – Billy